# Lionel-Groulx (Metro Montreal)

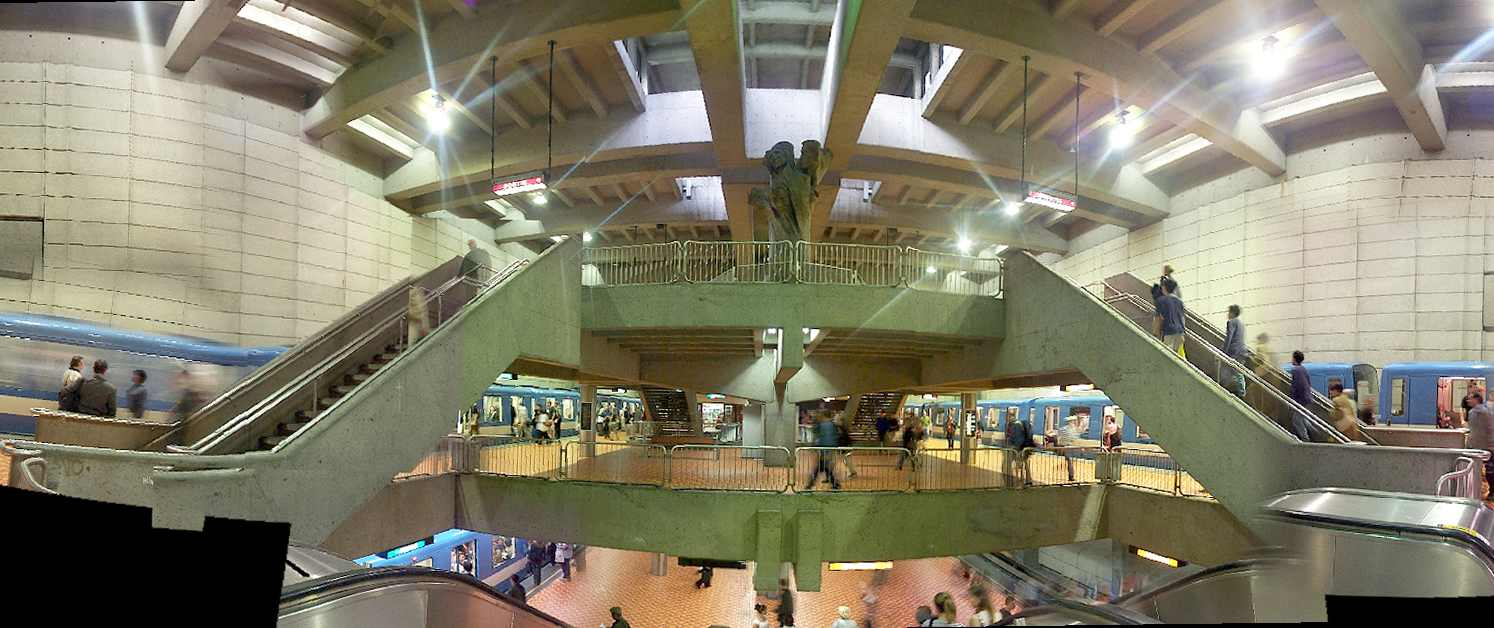
Panorama-Ansicht der Station

Lionel-Groulx ist eine U-Bahn-Station in Montreal. Sie befindet sich im Arrondissement Le Sud-Ouest an der Kreuzung von Avenue Atwater und Rue Saint-Jacques. Die Station ist nach Berri-UQAM der zweite wichtige Knotenpunkt der Metro Montreal im Stadtzentrum. Hier kreuzen sich die grüne Linie 1 und die orange Linie 2. Im Jahr 2019 nutzten 5.154.838 Fahrgäste die Station, was dem 20. Rang unter den insgesamt 68 Stationen entspricht; die zahlreichen Umsteiger sind in dieser Zahl nicht enthalten.

## Bauwerk

Anordnung der Bahnsteige

Der von Yves Roy gestaltete Stationskomplex entstand in offener Bauweise mit zwei übereinander liegenden Bahnsteigebenen. Die Gleise sind so angeordnet, dass die überwiegende Mehrheit der Umsteigevorgänge auf derselben Ebene erfolgen kann. Der obere Mittelbahnsteig in 12,5 Metern Tiefe dient den in Richtung Stadtzentrum führenden Strecken, der untere in 16,5 Metern Tiefe den Strecken in die westlichen Stadtteile. Die Entfernungen zu den benachbarten Stationen (jeweils von Stationsende zu Stationsanfang gemessen) sind wie folgt:
- Grüne Linie: 1077,31 Meter bis Charlevoix und 1387,74 Meter bis Atwater
- Orange Linie: 579,60 Meter bis Place-Saint-Henri und 530,60 Meter bis Georges-Vanier[2]

Zuoberst liegt die Verteilerebene, die auf massiven Trägern ruht und kleinere Läden enthält. Von dort aus führen Treppen und Aufzüge zum Eingangspavillon, der sich inmitten einer kleinen Parkanlage befindet. Es bestehen Anschlüsse zu 15 Buslinien und zwei Nachtbuslinien der Société de transport de Montréal. Zu den Sehenswürdigkeiten in der Nähe gehören die Markthalle Marché Atwater und der Lachine-Kanal.

## Kunst

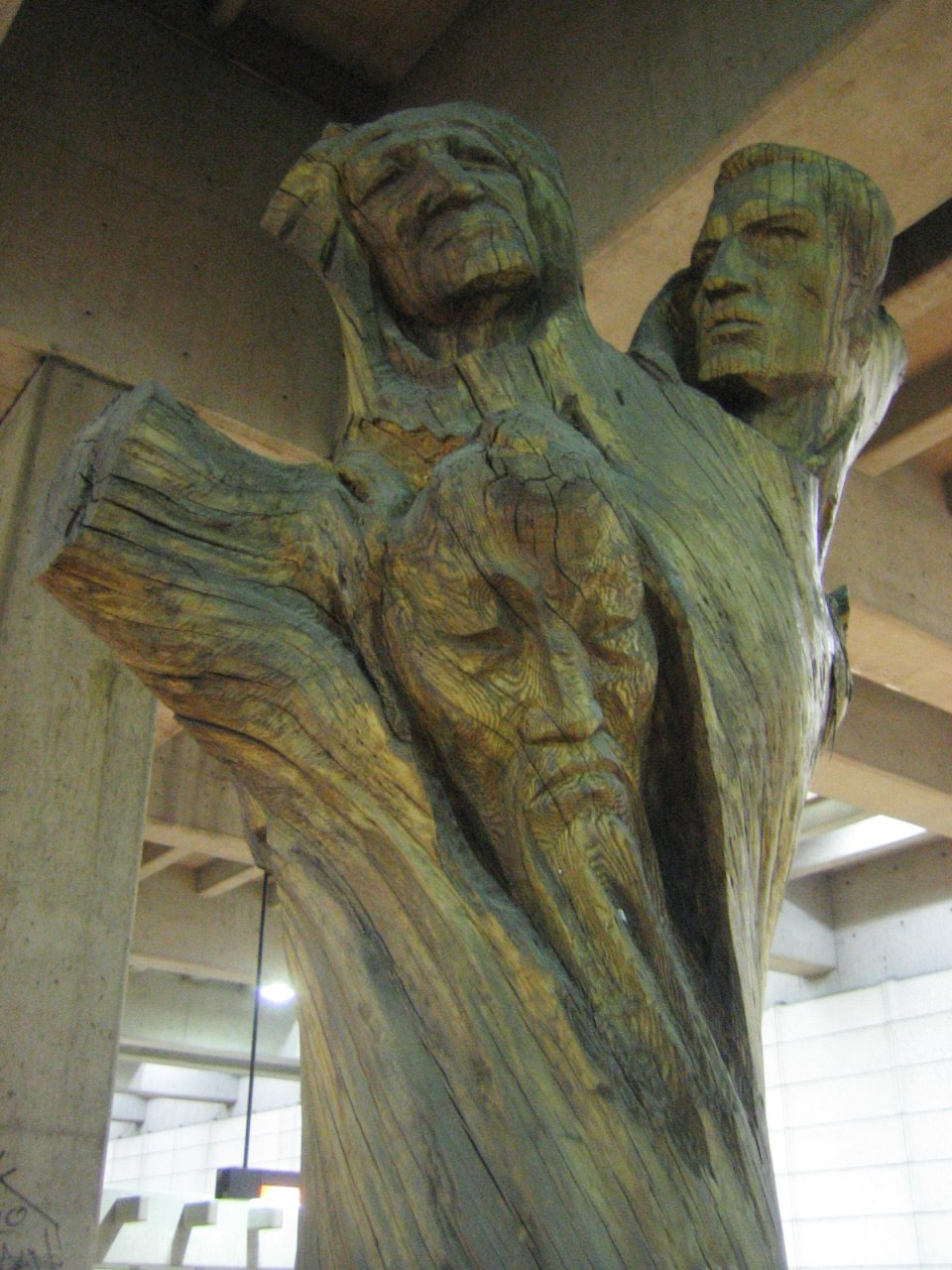
L’arbre de vie

In der Station werden zwei Kunstwerke ausgestellt. In der Verteilerebene steht L’arbre de vie („Der Baum des Lebens“), eine fast fünf Meter hohe Skulptur aus Nussbaumholz. Das Werk des Südtiroler Künstlers Josef Rifesser repräsentiert die „fünf Rassen der Menschheit“, die aus gemeinsamen Wurzeln entsprungen sind und somit die gleiche Herkunft teilen. Die Skulptur, die Rifesser aus einem über 150-jährigen Baumstamm schnitzte, stand ursprünglich beim Eingang zur Weltausstellung Expo 67 und war ein Geschenk der Vereinten Nationen an die Stadt Montreal.
Architekt Yves Roy beteiligte sich ebenfalls an der künstlerischen Gestaltung. Er schuf Skulpturen aus poliertem, rostfreiem Stahl, die an der Wand in der Verteilerebene hängen und die Bewegungen von Fahrgästen und Zügen verzerren. Außerdem spiegelt sich der Baum des Lebens darin.

## Geschichte
Die Eröffnung der Station erfolgte am 3. September 1978, als das Teilstück Atwater–Angrignon der grünen Linie in Betrieb ging. Der Umsteigeknoten erlangte seine vollständige Funktionalität am 28. April 1980 mit der Eröffnung des Teilstücks Bonaventure–Place-Saint-Henri der orangen Linie.
Namensgeber der Station ist die Avenue Lionel-Groulx, eine parallel zur Rue Saint-Jacques verlaufende Straße. Benannt ist diese nach Lionel Groulx (1878–1967), einem der einflussreichsten Historiker Québecs. Aufgrund von Groulx’ revisionistischen und antisemitischen Ansichten war die Namenswahl stets kontrovers. Beispielsweise forderte die jüdische Organisation B’nai B’rith im Jahr 1996 eine Umbenennung. Zwei Jahre nach dem Tod von Oscar Peterson gab es 2009 eine Facebook-Kampagne, die Station nach diesem Jazzmusiker umzubenennen, der in der Nachbarschaft aufgewachsen war. Für Schlagzeilen sorgte im Juni 2020 eine vielbeachtete Petition auf change.org, die im Zusammeng mit den Protesten nach dem Todesfall George Floyd stand.
1997 entstanden hier einige Szenen des Films Der Schakal mit Bruce Willis und Richard Gere in den Hauptrollen. Hinweisschilder, Logos und Netzpläne wurden ausgetauscht, so dass der Eindruck entsteht, es handle sich um die Station Metro Central der Metro Washington.